# Alemanha nos Jogos Paralímpicos
A Alemanha participou dos Jogos Paralímpicos inaugurais em 1960, em Roma, onde enviou uma delegação de nove atletas. O país, desde 1949 oficialmente a República Federal da Alemanha, era até 1990 também chamado Alemanha Ocidental, enquanto a República Democrática da Alemanha foi reconhecida pelo COI somente após 1964. Atletas da Alemanha Oriental, no entanto, Participaram nos Jogos Paraolímpicos pela primeira e última vez em 1984. Após a reunificação da Alemanha em 1990, atletas de toda a Alemanha competiram apenas como Alemanha novamente.
A Alemanha participou de todas as edições dos Paraolímpicos de Verão e também participou de todas as edições da Paralimpíada de Inverno, desde a primeira edição em 1976.